# Sởi Đức
Sởi Đức (tiếng Anh: German measles hay rubella) là một bệnh truyền nhiễm rất dễ lây do virus rubella gây ra, và sau khi mắc bệnh sẽ để lại một miễn dịch suốt đời. Virus Rubella chỉ gây bệnh cho người và thường là ở trẻ em. Điển hình của bệnh là xuất hiện các nốt ban đỏ (phát ban) ngoài da, có thể kèm theo sốt và sưng hạch bạch huyết. Thai phụ nhiễm virus Rubella trong thời gian mang thai có thể dẫn đến các biến chứng nghiêm trọng như sẩy thai, thai chết lưu và dị tật bẩm sinh. Hiện nay đã có Vắc-xin phòng ngừa bệnh sởi Đức.
Tên rubella đôi khi bị nhầm lẫn với từ rubeola là một từ khác có nghĩa là bệnh sởi được dùng ở các nước nói tiếng Anh, tuy nhiên 2 bệnh này không liên quan gì với nhau. Ở một số nước Châu Âu khác như Tây Ban Nha và Bồ Đào Nha, rubella và rubeola là từ đồng nghĩa, nhưng rubeola không phải là tên gọi khác của bệnh sởi.
Rubella còn được gọi là bệnh sởi Đức vì căn bệnh này lần đầu tiên được mô tả bởi các bác sĩ người Đức ở giữa thế kỷ thứ mười tám.

## Dấu hiệu và triệu chứng

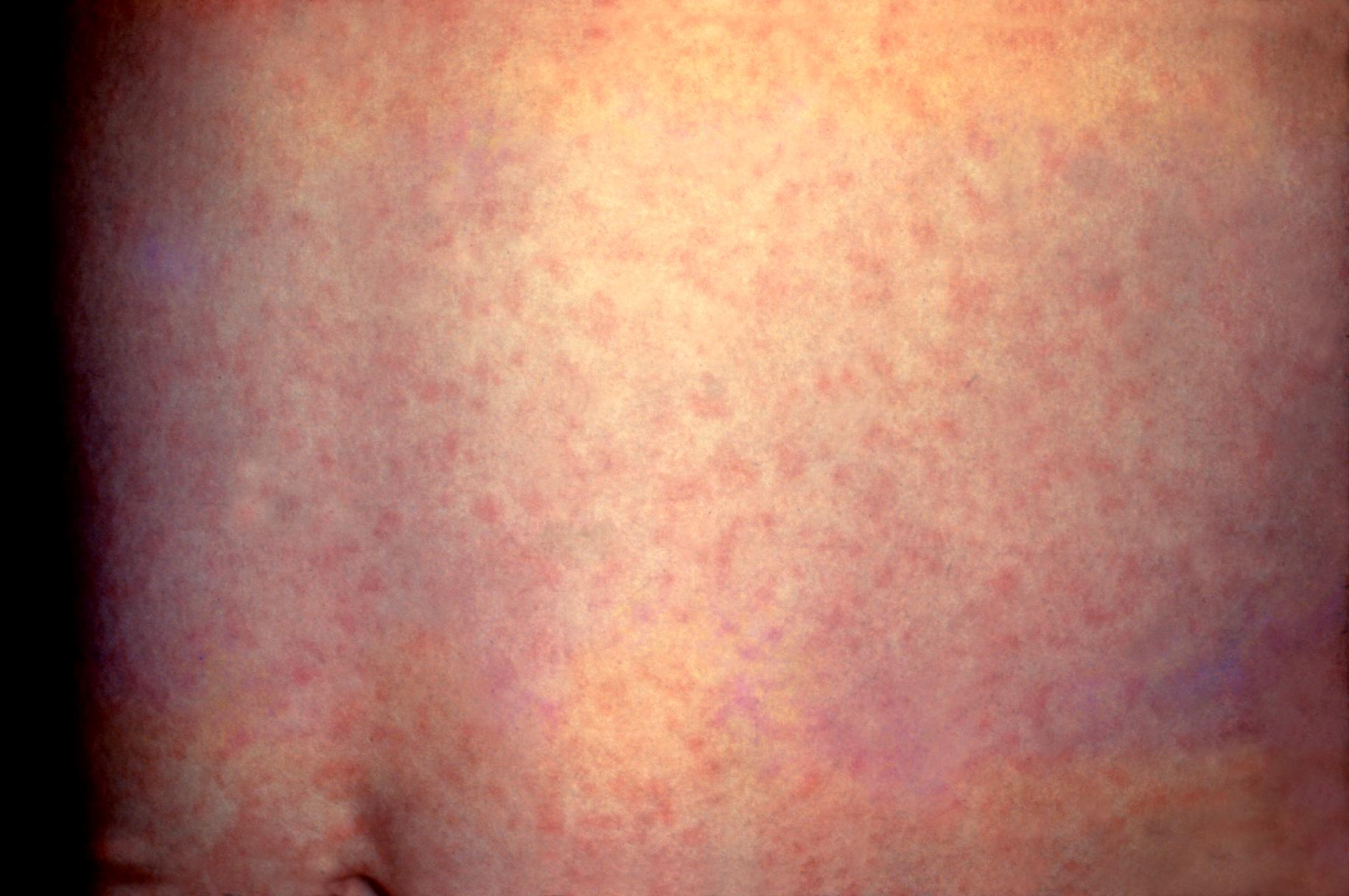
Phát ban trên bụng gây ra bởi sởi Đức

Sau một thời gian ủ bệnh trong vòng 14-21 ngày, sởi Đức sẽ gây ra các triệu chứng tương tự như bệnh cúm. Các triệu chứng ban đầu là phát ban trên mặt, sau đó lan đến mình, tay, chân và thường giảm đi sau ba ngày (đó là lý do tại sao nó thường được gọi là bệnh sởi ba ngày). Các dấu ban thường lặn đi khi bệnh lây lan sang các bộ phận khác của cơ thể. Các triệu chứng khác bao gồm sốt nhẹ, sưng hạch (ở vùng chẩm và háng), đau khớp, nhức đầu và viêm kết mạc. Sưng hạch bạch huyết và các tuyến có thể kéo dài tới một tuần và sốt hiếm khi tăng lên trên 38oC (100,4oF). Ban của sởi Đức thường có màu hồng hoặc hơi đỏ, gây ngứa và thường kéo dài khoảng ba ngày sau đó biến mất để lại những nốt thâm nhỏ trên da.
Sởi Đức có thể gây bệnh cho bất cứ độ tuổi nào và thường là bệnh nhẹ, hiếm gặp ở trẻ sơ sinh hoặc những người trên 40 tuổi, những người lớn tuổi nếu mắc bệnh thì có những triệu chứng nghiêm trọng hơn.

### Hội chứng rubella bẩm sinh

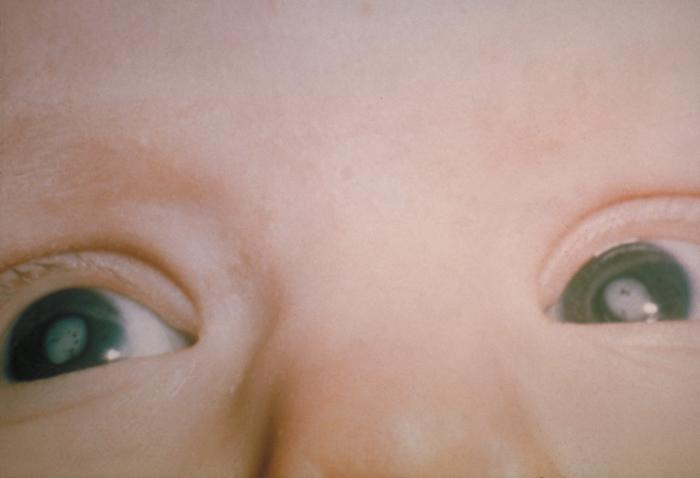
Đục thủy tinh thể bẩm sinh do rubella gây ra

Sởi Đức có thể gây ra hội chứng rubella bẩm sinh ở trẻ sơ sinh. Các hội chứng sau khi bị nhiễm trùng trong tử cung do virus Rubella bao gồm dị tật tim, não, mắt và thính giác. Bệnh cũng có thể gây ra sinh non, nhẹ cân, thiếu máu, viêm gan, và giảm tiểu cầu ở trẻ sơ sinh. Nguy cơ dị tật bẩm sinh các cơ quan chính hoặc bị nhiễm trùng cao nhất trong 3 tháng đầu thai nghén. Đây chính là lý do thuốc chủng ngừa rubella được sử dụng rộng rãi. Nhiều trường hợp bà mẹ bị nhiễm rubella trong ba tháng đầu mang thai sẽ bị sẩy thai hoặc đứa trẻ vẫn được ra đời với các chứng rối loạn tim nặng, mù, điếc, hoặc các rối loạn nội tạng khác đe dọa đến sự sống.

## Nguyên nhân

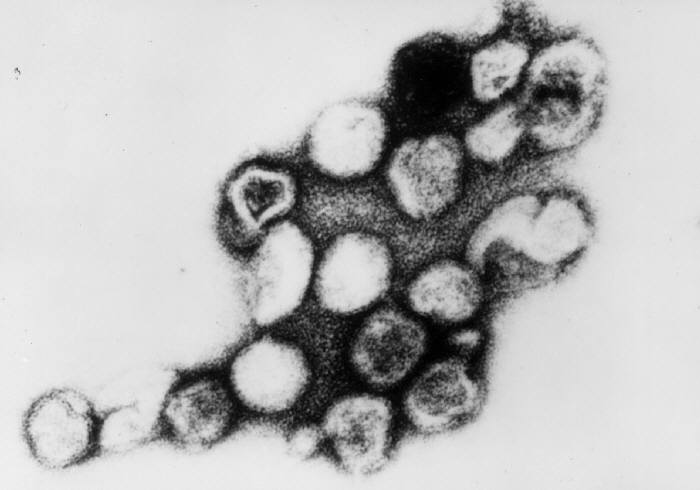
Virus rubella

Bệnh này gây ra do virus Rubella, thuộc họ togavirus, có một bộ gen RNA sợi đơn. Virus lây truyền qua đường hô hấp và cư trú tại vòm họng và các hạch bạch huyết. Virus được tìm thấy trong máu bệnh nhân từ 5 đến 7 ngày sau khi nhiễm và lây lan khắp cơ thể. Virus rubella có khả năng gây quái thai, nó có thể vượt qua nhau thai, lây nhiễm cho thai nhi, làm ngừng sự phát triển của tế bào hoặc phá hủy chúng.
Yếu tố di truyền cho thấy một số dấu hiệu trên kiểu huyết thanh HLA-A1 hoặc các yếu tố xung quanh A1 trên haplotypes mở rộng có liên quan đến việc làm tăng mức độ nhạy cảm với sự nhiễm virus hoặc không giải độc tố của bệnh.

## Chẩn đoán
Virus rubella được đặc trưng bởi sự có mặt của kháng thể IgM ở những người nhiễm bệnh, tuy nhiên kháng thể này có thể vẫn tồn tại kéo dài hơn 1 năm cho nên nếu xét nghiệm dương tính thì cần phải kết luận một cách thận trọng. Sự xuất hiện của kháng thể này kèm theo phát ban đặc trưng thì có thể chẩn đoán khẳng định.

## Phòng ngừa
Sởi Đức bị ngăn chặn bởi chương trình miễn dịch chủ động sử dụng vắc-xin chứa loại virus còn sống nhưng bị vô hiệu hóa. Hai loại vắc-xin đã giảm độc lực của virus còn sống, dòng RA 27/3 và Cendehill, đã tỏ ra hiệu quả trong công tác phòng chống dịch bệnh cho người lớn.
Vắc-xin này hiện nay thường là một phần của vắc-xin MMR (ngừa Sởi-Quai bị-Rubella). Tổ chức Y tế Thế giới (WHO) khuyến cáo liều đầu tiên được tiêm vào khoảng 12 đến 18 tháng tuổi và liều thứ hai lúc 36 tháng. Phụ nữ mang thai thường được xét nghiệm miễn dịch đối với rubella sớm. Phụ nữ bị mẫn cảm sẽ không được tiêm phòng cho đến khi em bé được sinh ra bởi vì vắc-xin có chứa virus sống.
Cần khuyến cáo những phụ nữ trong độ tuổi mang thai, hoặc dự định mang thai, trong thời gian này nên đi chích ngừa bệnh. Sản phẩm tạo miễn dịch trong thời gian rất dài và tác dụng bảo vệ vẫn còn nếu người phụ nữ chích ngừa mang thai nhiều năm sau đó.
Ngoài ra, có thể phòng bệnh bằng các biện pháp không đặc hiệu khác như mặc đủ ấm, ăn uống đảm bảo dinh dưỡng, cách ly và thực hiện các biện pháp phòng lây lan vì bệnh truyền nhiễm rất nhanh qua đường hô hấp.
Chương trình tiêm chủng đã khá thành công. Cuba đã tuyên bố loại trừ hoàn toàn căn bệnh này trong những năm 1990, và trong năm 2004, Trung tâm kiểm soát và phòng ngừa dịch bệnh (Hoa Kỳ) đã thông báo cả hai dạng rubella bẩm sinh và mắc phải đã bị loại bỏ khỏi Hoa Kỳ.
Lịch trình chủng ngừa tại Úc

| Tuổi         | HBV | Tet | Diph | Pert | Polio | HIB | Pnm* | ROT | MMR | Men | Var | Flu | Ghi chú |
| ------------ | --- | --- | ---- | ---- | ----- | --- | ---- | --- | --- | --- | --- | --- | --- |
| Mới sinh     | X   |     |      |      |       |     |      |     |     |     |     |     | 'HBV: Viêm gan siêu vi B; Tet: Bệnh uốn ván ; Diph: Bệnh bạch hầu; Pert: Bệnh ho gà; Polio: Bệnh viêm tủy xám; HIB: Viêm màng não do Hemophilus influenzae B; Pnm* (loại 7vPCV) : Viêm màng não do Pneumococcus (trẻ em); Pnm* (loại 23vPPV): Viêm phổi do Pneumococcus (người lớn tuổi); ROT: Tiêu chảy do Rotavirus MMR: Bệnh sởi, Quai bị và Sởi Đức; Men: Viêm màng não do Meningococcus Var Bệnh thủy đậu; Flu: Bệnh cúm |
| 2 tháng      | X   | X   | X    | X    | X     | X   | X    | X   |     |     | x   |     | 'HBV: Viêm gan siêu vi B; Tet: Bệnh uốn ván ; Diph: Bệnh bạch hầu; Pert: Bệnh ho gà; Polio: Bệnh viêm tủy xám; HIB: Viêm màng não do Hemophilus influenzae B; Pnm* (loại 7vPCV) : Viêm màng não do Pneumococcus (trẻ em); Pnm* (loại 23vPPV): Viêm phổi do Pneumococcus (người lớn tuổi); ROT: Tiêu chảy do Rotavirus MMR: Bệnh sởi, Quai bị và Sởi Đức; Men: Viêm màng não do Meningococcus Var Bệnh thủy đậu; Flu: Bệnh cúm |
| 4 tháng      | X   | X   | X    | X    | X     | X   | X    | X   |     |     | x   |     | 'HBV: Viêm gan siêu vi B; Tet: Bệnh uốn ván ; Diph: Bệnh bạch hầu; Pert: Bệnh ho gà; Polio: Bệnh viêm tủy xám; HIB: Viêm màng não do Hemophilus influenzae B; Pnm* (loại 7vPCV) : Viêm màng não do Pneumococcus (trẻ em); Pnm* (loại 23vPPV): Viêm phổi do Pneumococcus (người lớn tuổi); ROT: Tiêu chảy do Rotavirus MMR: Bệnh sởi, Quai bị và Sởi Đức; Men: Viêm màng não do Meningococcus Var Bệnh thủy đậu; Flu: Bệnh cúm |
| 6 tháng      | X   | X   | X    | X    | X     | X   | X    |     |     |     | x   |     | 'HBV: Viêm gan siêu vi B; Tet: Bệnh uốn ván ; Diph: Bệnh bạch hầu; Pert: Bệnh ho gà; Polio: Bệnh viêm tủy xám; HIB: Viêm màng não do Hemophilus influenzae B; Pnm* (loại 7vPCV) : Viêm màng não do Pneumococcus (trẻ em); Pnm* (loại 23vPPV): Viêm phổi do Pneumococcus (người lớn tuổi); ROT: Tiêu chảy do Rotavirus MMR: Bệnh sởi, Quai bị và Sởi Đức; Men: Viêm màng não do Meningococcus Var Bệnh thủy đậu; Flu: Bệnh cúm |
| 12 tháng     |     |     |      |      |       | X   |      |     | X   | x   |     |     | 'HBV: Viêm gan siêu vi B; Tet: Bệnh uốn ván ; Diph: Bệnh bạch hầu; Pert: Bệnh ho gà; Polio: Bệnh viêm tủy xám; HIB: Viêm màng não do Hemophilus influenzae B; Pnm* (loại 7vPCV) : Viêm màng não do Pneumococcus (trẻ em); Pnm* (loại 23vPPV): Viêm phổi do Pneumococcus (người lớn tuổi); ROT: Tiêu chảy do Rotavirus MMR: Bệnh sởi, Quai bị và Sởi Đức; Men: Viêm màng não do Meningococcus Var Bệnh thủy đậu; Flu: Bệnh cúm |
| 18 tháng     |     |     |      |      |       |     |      |     |     |     | X   |     | 'HBV: Viêm gan siêu vi B; Tet: Bệnh uốn ván ; Diph: Bệnh bạch hầu; Pert: Bệnh ho gà; Polio: Bệnh viêm tủy xám; HIB: Viêm màng não do Hemophilus influenzae B; Pnm* (loại 7vPCV) : Viêm màng não do Pneumococcus (trẻ em); Pnm* (loại 23vPPV): Viêm phổi do Pneumococcus (người lớn tuổi); ROT: Tiêu chảy do Rotavirus MMR: Bệnh sởi, Quai bị và Sởi Đức; Men: Viêm màng não do Meningococcus Var Bệnh thủy đậu; Flu: Bệnh cúm |
| 4 tuổi       |     | X   | X    | X    | X     |     |      |     | X   |     |     |     | 'HBV: Viêm gan siêu vi B; Tet: Bệnh uốn ván ; Diph: Bệnh bạch hầu; Pert: Bệnh ho gà; Polio: Bệnh viêm tủy xám; HIB: Viêm màng não do Hemophilus influenzae B; Pnm* (loại 7vPCV) : Viêm màng não do Pneumococcus (trẻ em); Pnm* (loại 23vPPV): Viêm phổi do Pneumococcus (người lớn tuổi); ROT: Tiêu chảy do Rotavirus MMR: Bệnh sởi, Quai bị và Sởi Đức; Men: Viêm màng não do Meningococcus Var Bệnh thủy đậu; Flu: Bệnh cúm |
| 10-13 tuổi   | X   |     |      |      |       |     |      |     |     |     | X   |     | 'HBV: Viêm gan siêu vi B; Tet: Bệnh uốn ván ; Diph: Bệnh bạch hầu; Pert: Bệnh ho gà; Polio: Bệnh viêm tủy xám; HIB: Viêm màng não do Hemophilus influenzae B; Pnm* (loại 7vPCV) : Viêm màng não do Pneumococcus (trẻ em); Pnm* (loại 23vPPV): Viêm phổi do Pneumococcus (người lớn tuổi); ROT: Tiêu chảy do Rotavirus MMR: Bệnh sởi, Quai bị và Sởi Đức; Men: Viêm màng não do Meningococcus Var Bệnh thủy đậu; Flu: Bệnh cúm |
| 15-17 tuổi   |     | X   | X    | X    |       |     |      |     |     |     |     |     | 'HBV: Viêm gan siêu vi B; Tet: Bệnh uốn ván ; Diph: Bệnh bạch hầu; Pert: Bệnh ho gà; Polio: Bệnh viêm tủy xám; HIB: Viêm màng não do Hemophilus influenzae B; Pnm* (loại 7vPCV) : Viêm màng não do Pneumococcus (trẻ em); Pnm* (loại 23vPPV): Viêm phổi do Pneumococcus (người lớn tuổi); ROT: Tiêu chảy do Rotavirus MMR: Bệnh sởi, Quai bị và Sởi Đức; Men: Viêm màng não do Meningococcus Var Bệnh thủy đậu; Flu: Bệnh cúm |
| Trên 64 tuổi |     |     |      |      |       |     | X    |     |     |     |     | X   | 'HBV: Viêm gan siêu vi B; Tet: Bệnh uốn ván ; Diph: Bệnh bạch hầu; Pert: Bệnh ho gà; Polio: Bệnh viêm tủy xám; HIB: Viêm màng não do Hemophilus influenzae B; Pnm* (loại 7vPCV) : Viêm màng não do Pneumococcus (trẻ em); Pnm* (loại 23vPPV): Viêm phổi do Pneumococcus (người lớn tuổi); ROT: Tiêu chảy do Rotavirus MMR: Bệnh sởi, Quai bị và Sởi Đức; Men: Viêm màng não do Meningococcus Var Bệnh thủy đậu; Flu: Bệnh cúm |

Nguồn: Trung tâm chủng ngừa Úc

## Điều trị
Không có phác đồ điều trị cụ thể đối với rubella, tuy nhiên, việc chăm sóc bệnh nhân là một vấn đề ứng phó với các triệu chứng để giảm bớt sự khó chịu. Điều trị đối với các trẻ sơ sinh được tập trung vào việc giảm tác hại của các biến chứng. Khuyết tật tim bẩm sinh và đục thủy tinh thể có thể được chữa trị bằng phẫu thuật trực tiếp. Các biện pháp y tế nhằm làm giảm biến chứng do rebella bẩm sinh gây ra cho mắt cũng tương tự như các phương pháp được sử dụng đối với chứng thoái hóa điểm vàng do tuổi tác, bao gồm tư vấn, giám sát thường xuyên, và nếu có nhu cầu thì cung cấp các thiết bị hỗ trợ tầm nhìn.

## Dịch tễ học
Sởi Đức là một bệnh xuất hiện trên toàn thế giới. Virus rubella có xu hướng phát triển mạnh vào mùa xuân ở các nước có khí hậu ôn đới. Trước khi vắc xin chủng ngừa rubella được giới thiệu vào năm 1969, thì dịch sởi Đức đã bùng phát thường mỗi 6-9 năm tại Hoa Kỳ và 3-5 năm ở châu Âu, chủ yếu ảnh hưởng đến các trẻ trong độ tuổi từ 5 đến 9.
Kể từ khi có vắc xin phòng ngừa, bệnh đã hiếm xuất hiện. Hiện nay, bệnh xảy ra tại các vùng có tỉ lệ tiêm phòng thấp, chiếm 80-90% các bệnh nhiễm trùng ở trẻ em. Tại Đức, các số liệu báo cáo năm 2003 cho thấy tỉ lệ mắc bệnh là 0.33/100000 người. Theo trung tâm phòng ngừa và kiểm soát dịch bệnh châu Âu thì trong năm 2005 ở 22 quốc gia đã ghi nhận gần 1.500 ca bệnh sởi Đức, trong đó tỷ lệ cao nhất là ở Litva (3.44/100000 người) và Hà Lan (2.23/100000 người). Tỷ lệ trung bình của tất cả 22 quốc gia là 0.51/100000 người.

## Lịch sử
Rubella lần đầu tiên được Friedrich Hoffmann mô tả lâm sàng vào năm 1740, sau đó đã được xác nhận bởi de Bergen năm 1752 và Orlow năm 1758.
Năm 1814, George de Maton đầu tiên cho rằng nó được coi là một bệnh riêng biệt với hai bệnh sởi và bệnh tinh hồng nhiệt. Tất cả những bác sĩ lúc đó đều là người Đức, cho nên bệnh đã được đặt tên là Rötheln (tiếng Đức hiện đại: Röteln), vì thế mà có tên gọi là "bệnh sởi Đức". Henry Veale, một bác sĩ phẫu thuật của pháo binh Hoàng gia Anh, đã mô tả về một ổ dịch bệnh ở Ấn Độ. Năm 1866, ông đặt tên cho nó là "rubella" (từ tiếng Latin, có nghĩa là "màu đỏ nhỏ").
Bệnh được chính thức công nhận là một thể riêng vào năm 1881, tại Đại hội Y khoa London. Năm 1914, Alfred Hess Fabian đã đưa ra lý thuyết về tác nhân gây bệnh là do virus dựa trên những nghiên cứu của ông với khỉ. Trong năm 1938, Hiro và Tōsaka đã khẳng định về điều này.
Năm 1940, tại Úc bùng phát dịch rubella. Sau đó, bác sĩ nhãn khoa Norman McAllister Gregg nhận thấy 78 trường hợp bị đục thủy tinh thể bẩm sinh ở trẻ sơ sinh và 68 người trong số họ đã được sinh ra bởi những bà mẹ bị nhiễm rubella trong thời gian đầu của thai kỳ. Vào năm 1941, Gregg đã công bố về chứng đục thủy tinh thể bẩm sinh gây ra là do người mẹ mắc bệnh sởi Đức. Ông mô tả một loạt các vấn đề, mà bây giờ được gọi chung là hội chứng rubella bẩm sinh (CRS), và nhận thấy rằng những người mẹ trước đó đã bị nhiễm bệnh. Virus này đã được cô lập bằng phương pháp nuôi cấy mô vào năm 1962 bởi hai nhóm riêng biệt của các bác sĩ Parkman và Weller.
Một đại dịch rubella vào giữa năm 1962 và năm 1965, bắt đầu ở châu Âu và lan sang Hoa Kỳ. Trong năm 1964-1965, Hoa Kỳ đã ước tính có khoảng 12.500.000 trường hợp nhiễm rubella. Điều này dẫn đến 11.000 ca sẩy thai hay chỉ định phải phá thai và 20.000 trường hợp mắc hội chứng rubella bẩm sinh. Trong số này, 2.100 trẻ sơ sinh bị chết, 12.000 bị điếc, 3.580 bị mù, 1.800 bị chậm phát triển. Chỉ riêng tại New York, CRS đã ảnh hưởng đến 1% trẻ sơ sinh.
Năm 1969 một chủng virus sống làm giảm độc đã lực được cấp phép. Trong những năm 1970, một loại vắc-xin có chứa ba loại virus giảm độc lực của bệnh sởi, quai bị và rubella (MMR) được giới thiệu.